# Rosneft
Rosneft (en ruso: Роснефть) (MICEX:0386, RTS:600028) es una empresa de petróleo propiedad del gobierno ruso. Rosneft tiene su sede en Moscú en el distrito de Bálchug, en las inmediaciones del Kremlin, al otro lado del río Moskva. Rosneft se convirtió en una empresa líder en la extracción y refinamiento tras la compra de activos del ex gigante petrolero Yukos en una subasta ejecutada por el estado.  En 2021, Rosneft era la quinta mayor productora de productos energéticos de origen petrolífero, por detrás apenas de Aramco, la también rusa Gazprom, NIOC, y CNPC.
Rosneft lleva a cabo exploraciones en búsqueda de yacimientos petrolíferos y de gas, así como desarrolla las actividades relacionadas con la producción de derivados del crudo en la isla de Sajalín, Extremo Oriente ruso, en el campo Timan-Pechora, al sur de Rusia, incluida Chechenia y otras regiones de la extensión territorial rusa. 
Es propietaria y operadora de dos complejos de refinerías: la refinería de Tuapsé en el Krai de Krasnodar, del mar Negro, centrada en las operaciones de refinación y preproducción de derivados del petróleo de alta densidad proveniente del oeste de Siberia, la otra planta se encuentra ubicada en la localidad de Komsomolsk del Amur, que es la refinería más al oriente de Rusia. La Refinería Komsomolsk se beneficia de su integración tecnológica con Nakhodkanefteprodukt, mientras que la refinería de Tuapse se destaca por su favorable ubicación en la costa del mar Negro y es parte de un complejo integrado con Tuapsenefteprodukt. Rosneft opera el transporte marítimo (Arkhangelsknefteprodukt), las centrales de bombeo y poliductos, así como las empresas asociadas con la comercialización del crudo y sus derivados. A partir del 29 de diciembre de 2006, el valor en el mercado de valores de la empresa fue de USS$83.908 millones. el ingreso neto de Rosneft cayó 20% durante el primer trimestre del 2009 de 2,56 mil millones dólares a 2.06 mil millones dólares debido a la debilidad en el precio del petróleo.

## Historia

### Orígenes
Rosneft había jugado un papel importante en la historia de la industria petrolera de Rusia. La primera mención del nombre Rosneft se remonta a finales del siglo XIX, donde la exploración de campos petroleros en Sajalín comenzó en 1889. La mayoría de los activos actuales de Rosneft se establecieron durante la era soviética.

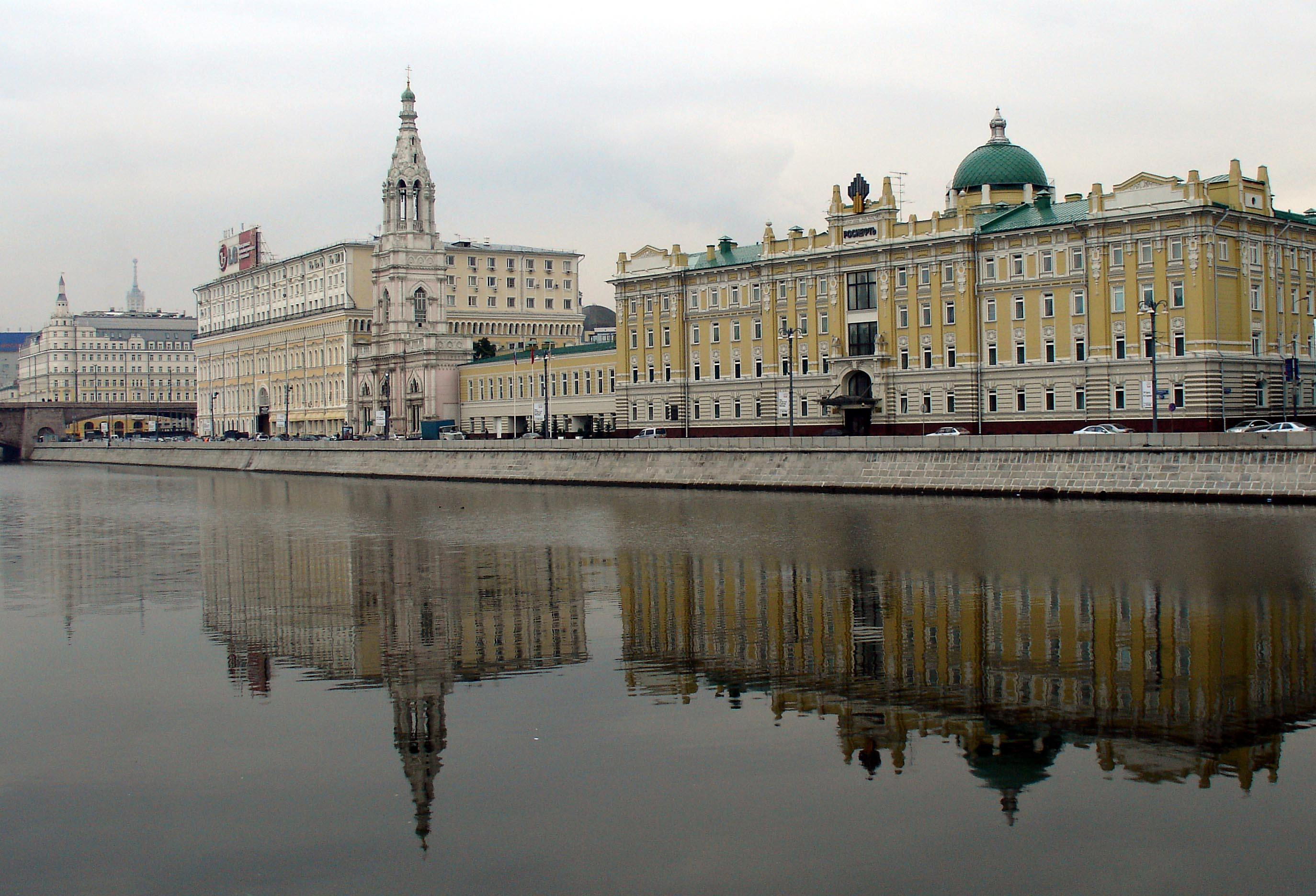
La sede de Rosneft junto a la iglesia de Santa Sofía en la orilla del río Moskva

### 1990
Rosneft se estableció en 1993 como una empresa unitaria con activos que anteriormente tenía Rosneftegaz, el sucesor del Ministerio de Petróleo y Gas de la Unión Soviética. A principios de la década de 1990, casi todas las compañías petroleras y refinerías rusas fueron extraídas de Rosneft para formar diez compañías integradas. Más tarde, su número se redujo a la mitad como resultado de adquisiciones. El 29 de septiembre de 1995, una Orden del Gobierno de Rusia N.º 971 transformó a Rosneft en una sociedad anónima abierta.
Rosneft tuvo dificultades financieras y operativas durante la crisis financiera rusa de 1998 con una disminución de la producción debido a los bajos activos y la disminución de las ventas minoristas con una capacidad de refinación infrautilizada. En octubre de 1998, el gobierno ruso nombró a Sergey Bogdanchikov como presidente. La compañía poseía dos refinerías obsoletas y varios activos productores de petróleo poco productivos y mal administrados. A fines de la década de 1990, se hicieron planes para la privatización de Rosneft en Rusia, pero debido a la competencia con pretendientes igualmente influyentes, no se llevaron a cabo.

### 2000
De 2002 a 2004, los objetivos principales de la compañía fueron fortalecer el control sobre sus activos, reducir la carga de la deuda y obtener licencias en el este de Siberia. El factor determinante para mejorar el papel de Rosneft en la industria petrolera rusa ha sido el apoyo de los principales líderes del país. La compañía, durante este tiempo, logró restablecer su estado después de su mal comienzo en la década de 1990 con la adquisición de Krasnodar Oil and Gas Company en 2002 y Northern Oil Company a principios de 2003. Además, en 2002, la compañía recibió una licencia para el desarrollo del proyecto Sajalín-V, y en 2003 una licencia para el desarrollo del proyecto Sajalín-III. En 2005, Rosneft se convirtió en la compañía petrolera líder de Rusia en términos de producción.
En 2007, la compañía ingresó por primera vez en la lista anual de las cien firmas y compañías más respetadas del mundo según el semanario Barron's, en el puesto 99 . Para el mismo año, Rosneft produjo 100 millones de barriles de petróleo, el 20% de la producción de Rusia en ese momento.  En marzo de 2007, Rosneft había anunciado que esperaba aumentar la producción de 80 millones de toneladas a 103 millones de toneladas desde 2006 hasta finales de 2007, extraer 140 millones de toneladas de petróleo para 2012 y convertirse en una de las tres principales compañías mundiales de energía.
Cuando la Gran Recesión golpeó a Rusia a fines de 2008, Rosneft pudo soportar los dolores económicos al mejorar y fortalecer las líneas de negocios, la gestión y la transparencia, y como resultado, se convirtió en una compañía petrolera líder a nivel nacional e internacional.
En febrero de 2009, se negociaron varios acuerdos entre Rusia y China que estipulaban un contrato de 20 años para un suministro anual de 15 millones de toneladas de petróleo entre la Corporación Nacional de Petróleo de China (CNPC) y Rosneft, cooperación entre CNPC y Transneft para construir y operar una sucursal del oleoducto Siberia Oriental-Océano Pacífico (ESPO) a China, y la provisión de préstamos por US $ 25 mil millones (US $ 15 mil millones de Rosneft y US $ 10 mil millones de Transneft) por parte del Banco de Desarrollo de China sobre la seguridad de suministros.

#### Adquisición de activos de Yukos
A partir de 2004, el gobierno ruso organizó una serie de subastas para vender los activos de Yukos Oil Company, de los cuales Rosneft ganó la mayoría. El 22 de diciembre de 2004, Rosneft había comprado Baikal Finance Group, que compró Yuganskneftegaz (Yugansk), un activo principal de Yukos, tres días antes en una subasta estatal por $ 9.35 mil millones para satisfacer las deudas tributarias. Según algunas estimaciones , esta operación fue dirigida por las autoridades rusas con el fin de nacionalizar la industria rusa de petróleo y gas. En respuesta al acuerdo, Andrei Illarionov, entonces asesor económico de Putin, lo denunció como "fraude del año". La compra de Yugansk aumenta enormemente el número de activos y la producción de Rosneft. Posteriormente, Rosneft presentó una demanda contra Yukos en relación con el uso de los precios de transferencia subestimados para la compra de petróleo de Yuganskneftegaz antes de su ruptura. Al mismo tiempo, según algunos informes , Rosneft también compra petróleo y gas a su subsidiaria, Yuganskneftegaz, a precios de transferencia.
En mayo de 2007, Rosneft ganó varias subastas para la venta de los activos de Yukos, incluidas cinco refinerías y compañías petroleras, Tomsk Oil Company y Samara Oil and Gas Company, lo que la convierte en la compañía petrolera más grande de Rusia. Según los expertos del periódico ruso Vedomosti, los activos de Yukos, comprados por Rosneft en una subasta organizada por el estado, fueron a la compañía con un descuento del 43,4% del precio de mercado de esta propiedad. En 2007, los antiguos activos de Yukos proporcionaron el 72,6% de la producción de condensados de petróleo y gas y el 74,2% de la refinación primaria de Rosneft. En junio, Rosneft pagó $ 731 millones por los activos de transporte de Yukos, que se declaró en quiebra en agosto de 2006 después de tres años de litigios por atrasos fiscales. En agosto, Bogdanchikov dijo que aunque las adquisiciones de Yukos habían aumentado la deuda de Rosnefts a $ 26 mil millones de dólares, planeaba reducir la deuda al 30% de los activos totales para 2010 triplicando la capacidad de refinación y expandiéndose a China.

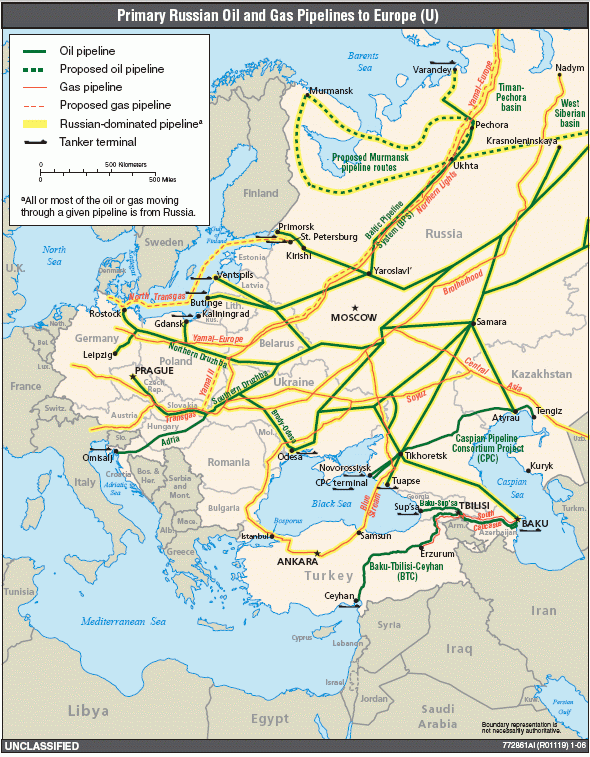
Principales oleoductos y gasoductos naturales existentes y planificados que suministran petróleo y gas ruso a Europa

#### Oferta pública inicial de 2006
En julio de 2006, Rosneft colocó el 15% de sus acciones negociadas con un valor total de US $ 10.7 mil millones en una oferta pública inicial (OPI) en la Bolsa de Londres, el Sistema de Comercio de Rusia y el Intercambio de divisas interbancario de Moscú. Parte de las acciones se distribuyeron entre la población rusa a través de bancos como Sberbank y Gazprombank.
El Servicio Federal de Mercados Financieros autorizó la colocación y circulación fuera del país de una participación del 22.5% en Rosneft. Rosneft anunció un valor de colocación de US $ 5,85 – US $ 7,85 por acción y recibo de depósito global (RDA), basado en la capitalización de la compañía después de la consolidación de US $ 60–80 mil millones. Se planeó colocar acciones por al menos US $ 8,5 mil millones para pagar préstamos a bancos occidentales, incluidos intereses e impuestos.
El 14 de julio, se anunciaron los resultados oficiales del valor de la colocación. Las acciones tenían un precio de US $ 7,55, casi en el extremo superior de la banda de precios, lo que resultó en la capitalización de Rosneft, teniendo en cuenta la próxima consolidación de sus filiales, a un valor de US $ 79,8 mil millones, lo que hace que Rosneft supere a Lukoil como la mayor compañía petrolera en Rusia.Los inversores compraron 1.380 millones de acciones por 10.400 millones de dólares: el 21% de las acciones fueron compradas por inversores estratégicos, el 36% de inversores internacionales de América del Norte, Europa y Asia, el 39% de inversores rusos y el 4% de inversores minoristas rusos. El 49,4% del volumen total de OPI correspondió a cuatro inversores, incluidos BP por US $ 1 mil millones, Petronas por US $ 1,5 mil millones y la CNPC por $ 0,5 mil millones. A los individuos se les presentaron solicitudes para la compra de 99,431,775 acciones de la compañía petrolera, y como resultado, la mayoría de los nuevos accionistas eran individuos; en parte debido a esta OPI se le dio el nombre no oficial de "pueblo".
La salida a bolsa de Rosneft se convirtió en la más grande de la historia en Rusia y la quinta en el mundo en términos de la cantidad de dinero recaudado en ese momento. El monto anunciado podría aumentar en otros US $ 400 millones si los coordinadores de colocación global se dan cuenta de la opción de comprar otros 53 millones de RDA de Rosneft al precio de colocación dentro de los 30 días.

#### En Abjasia
El 26 de mayo de 2009, se negoció un acuerdo de cooperación de cinco años entre Rosneft y el Ministerio de Economía de Abjasia. Las partes manifestaron su intención de desarrollar una cooperación mutuamente beneficiosa en áreas como prospección geológica, desarrollo de campos de petróleo y gas, producción de hidrocarburos y venta de petróleo, gas natural y productos derivados del petróleo. Rosneft emprendió la exploración en la plataforma en el área de Ochamchira, descubriendo reservas preliminares estimadas en 200 millones a 500 millones de toneladas equivalentes de petróleo. Además de perforar y crear su propia red de ventas, Rosneft también planeó la construcción de mini refinerías en Abjasia.
Según Rosneft, la compañía proporciona más de la mitad de las ventas minoristas de productos petroleros en Abjasia. En 2014, Rosneft exportó 47 mil toneladas de productos derivados del petróleo a Abjasia. Desde 2015, Rosneft comenzó a suministrar combustible de aviación para el aeropuerto de Sukhumi Babushara.
Como parte del proyecto para desarrollar el área de Gudauta en la plataforma del Mar Negro, Rosneft llevará a cabo una amplia gama de investigaciones geofísicas y geoquímicas, realizará estudios sísmicos 2D y 3D, y comenzará los preparativos para la perforación exploratoria. En junio de 2014, Rosneft extendió el período de estudio de la plataforma a cinco años.
En julio de 2015, sin embargo, el nuevo presidente de Abjasia, Raúl Khajimba, quien reemplazó a Alexander Ankvab después de su renuncia, se pronunció en contra de la exploración y producción de petróleo en la plataforma costa afuera de Abjasia y solicitó a la Asamblea Popular que considerara la posibilidad de establecer un "comisión para el estudio integral de los asuntos relacionados con la celebración de contratos de exploración y producción de hidrocarburos por parte del liderazgo anterior de Abjasia".
Un grupo de diputados de la Asamblea Popular redactó un proyecto de ley que prohíbe el desarrollo de hidrocarburos en Abjasia. Los partidarios del proyecto de ley exigieron la prohibición del desarrollo de la plataforma en alta mar en Abjasia durante 30 años.

### 2010
En septiembre de 2010, Eduard Khudainatov reemplazó a Sergei Bogdanchikov como CEO de la compañía.
El 15 de octubre de 2010, el presidente ruso, Dmitri Medvédev, firmó un acuerdo con el presidente de Venezuela, Hugo Chávez, para que PDVSA venda el 50% de las acciones de la empresa alemana Ruhr Oel a Rosneft, entregándole activos de refinación de petróleo de Rosneft en Alemania ". Estaca en Ruhr Oel GmbH ".
Desde el 23 de mayo de 2012, el ex vice primer ministro Igor Sechin se convirtió en el CEO de la compañía, sucediendo a Khudaninatov, quien recibió el cargo de vicepresidente.
En el verano de 2012, Rosneft compró una terminal de fuel oil de la United Shipbuilding Corporation (USC) ubicada en el territorio de la Planta de Reparación de Barcos Murmansk n.º 35. El valor de la transacción se estima en US $ 28 millones. Según Kommersant, la terminal de Murmansk se puede utilizar como plataforma para las actividades de Rosneft en el Ártico.
En octubre de 2016, Rosneft compró una participación del 49% en Essar Oil of India, junto con el fondo de inversión ruso United Capital, en un acuerdo por valor de $ 13 mil millones.
El 7 de diciembre de 2016, Rosneft firmó un acuerdo para vender el 19.5% de las acciones en circulación, o aproximadamente US $ 11 mil millones, al comerciante multinacional anglo-suizo de materias primas Glencore y la Autoridad de Inversión de Catar. Oficialmente, la participación se dividió 50/50 entre Glencore y Catar, pero Glencore contribuyó solo con € 300 millones y reclama solo una participación del 0,54%. La estructura de propiedad incluye una compañía de las Islas Caimán, QHG Cayman Limited, cuya propiedad no se puede rastrear. Después de la transacción, el holding Rosneft de Rosneft retuvo el 50% + 1 participación de la compañía.
El 2 de octubre de 2017, el CEFC China Energy vinculado al PLA compró una participación de $ 9 mil millones en Rosneft.
El 26 de septiembre de 2017, el gobierno ruso aprobó polémicamente al excanciller alemán Gerhard Schröder como presidente de Rosneft.
En mayo de 2018, se anunció que el consorcio Catar-Glencore cancelará el plan para vender una participación de Rosneft de $ 9.1 mil millones (14%) a CEFC China Energy. Con la disolución del consorcio, la Autoridad de Inversiones de Catar compró las acciones, consolidando así su posición como uno de los mayores accionistas (19%) de Rosneft.
En la década de 2010, el amplio contacto entre Rosneft y ExxonMobil se profundizó aún más, con Igor Sechin y Rex Tillerson conociéndose personalmente.

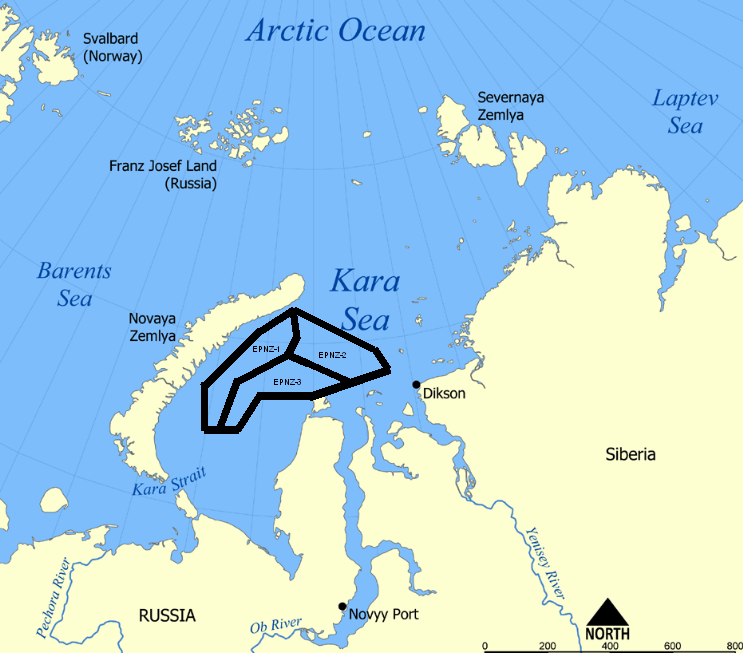
Ubicación de las áreas de petróleo y gas EPNZ-1, EPNZ-2 y EPNZ-3 en el mar de Kara

#### La plataforma ártica trata con BP y ExxonMobil
El 15 de enero de 2011, Rosneft y British Petroleum (BP) anunciaron un acuerdo para desarrollar el campo East-Prinovozemelsky en la plataforma ártica rusa entre la península de Yamal y la isla de Novaya Zemlya. Como parte del acuerdo, Rosneft recibiría el 5% de las acciones de BP, por un valor aproximado de $ 7.8 mil millones, a partir de enero de 2011 y BP obtendría aproximadamente el 9.5% de las acciones de Rosneft a cambio. Según el acuerdo, las dos compañías crearían un centro de tecnología ártica en Rusia para desarrollar tecnologías y prácticas de ingeniería para la extracción segura de hidrocarburos árticos. AAR, que representa a cuatro multimillonarios de origen ruso y es el socio ruso de BP en la empresa conjunta TNK-BP, bloqueó el acuerdo BP-Rosneft en tribunales internacionales, argumentando que violó los contratos anteriores entre BP y AAR. Los socios de TNK-BP habían firmado previamente un acuerdo de participación que estipulaba que su empresa conjunta rusa sería el principal vehículo corporativo para las operaciones de petróleo y gas de BP en Rusia. El 30 de agosto de 2011, Rosneft anunció que, en lugar de BP, el socio de EPNZ-1, EPNZ-2 y EPNZ-3 en Kara Sea será ExxonMobil. A cambio, sujeto a la aprobación de los reguladores de EE. UU., Además de una participación en la producción de petróleo en los campos rusos, a Rosneft se le concedió la participación en los campos de EE. UU. En Texas y el Golfo de México.

#### Acuerdo en el estante del Mar Negro con ExxonMobil
El 27 de enero de 2011, Rosneft y la compañía estadounidense ExxonMobil firmaron un acuerdo para establecer una empresa conjunta con el propósito de prospectar y extraer petróleo del área de aguas profundas del campo Tuapse en la plataforma del Mar Negro, cerca de la costa del Krasnodar Krai. Se desconoce el valor del acuerdo, pero se espera que ExxonMobil invierta $ 1 mil millones en el proyecto. La empresa se compartirá 50–50 entre las compañías durante la fase de prospección, y 2/3 - 1/3 a favor de Rosneft durante la fase de extracción. Se estima que el comedero Tuapse contiene 7200 millones de barriles de petróleo equivalente. El primer pozo podría perforarse en 2012. El acuerdo también contiene opciones de cooperación adicional, como exploración y producción extendidas, entregas a la refinería de petróleo de Rosneft en Tuapse, desarrollo de infraestructura de transporte e investigación sobre tecnologías de producción de petróleo en alta mar. Según los analistas, las áreas costa afuera son centrales para los planes expansionistas de Rosneft, y la compañía está buscando cooperación extranjera para incorporar nuevas tecnologías y compartir riesgos.
En abril de 2017, la administración Trump negó a ExxonMobil el permiso para continuar un acuerdo con Rosneft para perforar petróleo en Rusia.

#### TNK-BP adquisición
El 22 de octubre de 2012, se anunció que Rosneft se hará cargo de TNK-BP International, una empresa matriz de TNK-BP Holding, que es la tercera compañía petrolera más grande de Rusia. BP recibirá a cambio de su participación $ 12.3 mil millones en efectivo y 18.5% de la participación de Rosneft, mientras que ARR recibirá $ 28 mil millones en efectivo. Según el CEO de Rosneft, Igor Sechin, no se había discutido sobre la compra de accionistas minoritarios en TNK-BP Holding. El acuerdo se completó el 20 de marzo de 2013.

#### Sanciones de los Estados Unidos
El 16 de julio de 2014, la administración Obama impuso sanciones a través de la Oficina de Control de Activos Extranjeros (OFAC) del Departamento del Tesoro de los Estados Unidos al agregar a Rosneft y otras entidades a la Lista de Sanciones Sectoriales (SSL) en represalia por la crisis ucraniana en curso, anexión de Península de Crimea por el Kremlin, y la interferencia rusa en Ucrania. Asimismo su filial Rosneft Trading fue sancionada el 18 de febrero de 2020 por el Departamento del Tesoro de los Estados Unidos de la administración de Donald Trump por su apoyo al régimen de Nicolás Maduro en Venezuela.

## Operaciones

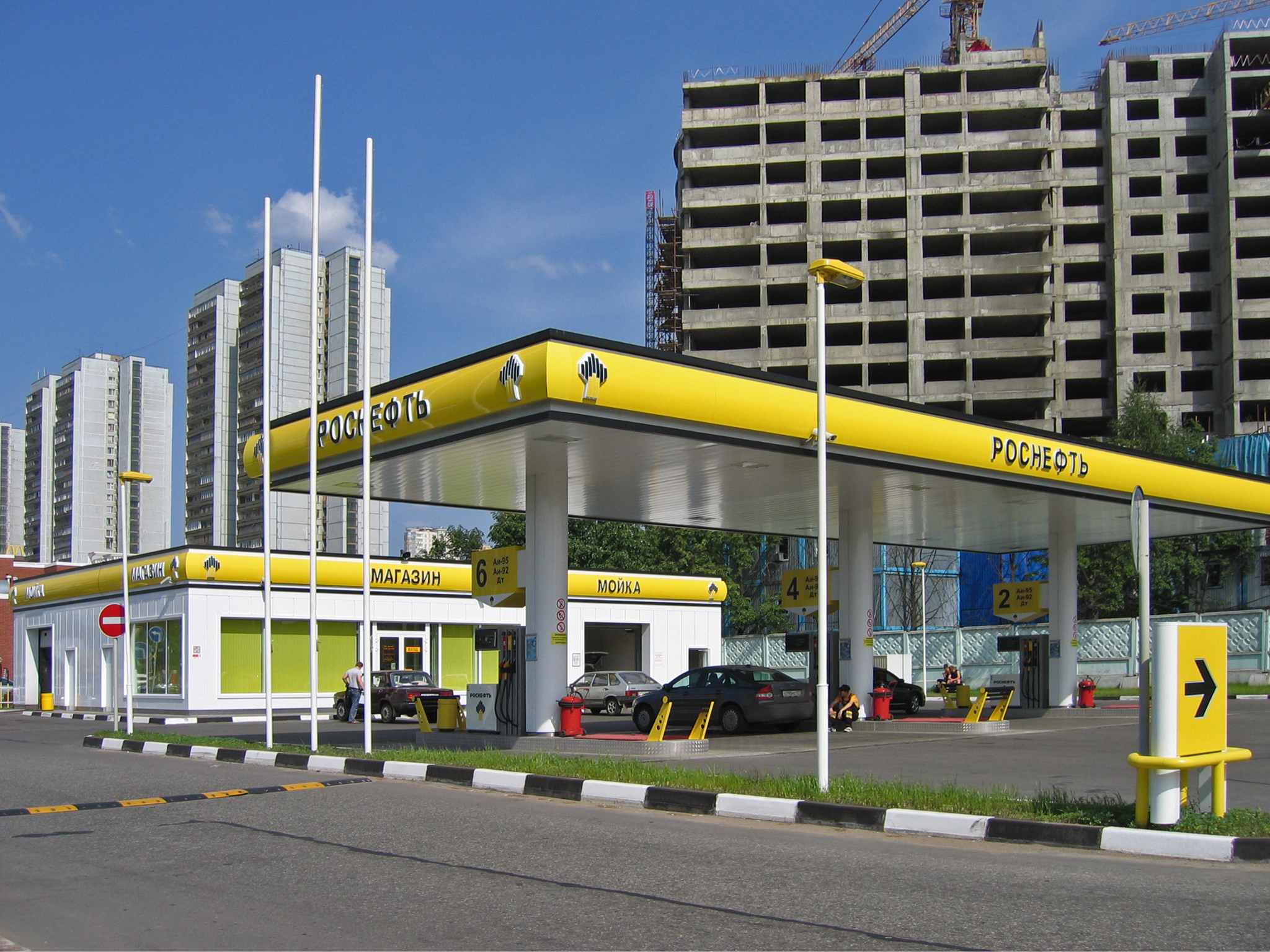

La producción diaria promedio de petróleo crudo de Rosneft en 2010 aumentó en un 6.4%, a 2.3 millones de barriles (370 mil metros cúbicos). La producción total de crudo alcanzó 847.4 millones de barriles (134.73 millones de metros cúbicos) de condensado de petróleo y gas. Rosneft también se encuentra entre los mayores productores de gas natural en Rusia, con una producción total de gas de 12.3 mil millones de metros cúbicos (1.23 × 1010 metros cúbicos) en 2010. Rosneft se dedica a la exploración y producción en todas las regiones clave de petróleo y gas de Rusia: Western Siberia, Rusia meridional y central, Timan-Pechora, Siberia oriental, Extremo Oriente y la plataforma del Océano Ártico de Rusia. A finales de 2010, el total de reservas probadas de petróleo y gas de Rosneft bajo la clasificación PRMS era de 22.8 mil millones de barriles (3.62 mil millones de metros cúbicos) de petróleo equivalente, entre los más altos para una compañía petrolera que cotiza en bolsa en todo el mundo. Rosneft también es insuperable en términos de reservas totales probadas de hidrocarburos líquidos.
En 2016, con base en la prospección geológica, se descubrieron 13 campos petroleros y 127 nuevos depósitos con las reservas por un total de 207 millones de toneladas equivalentes de petróleo. La sustitución de las reservas de hidrocarburos de las categorías industriales ABC1 ascendió a 354 millones de TOE o el 126% de la producción en Rusia. El factor de reemplazo para nuevas reservas ha sido significativamente superior al 100% durante más de diez años.
Según Rosneft, el incremento de reservas en Siberia occidental ascendió a 133 millones de toneladas de petróleo y condensado y 87 mil millones de metros cúbicos (8.7 × 1010 metros cúbicos) de gas natural. Se completaron 37 pruebas de prospección y exploración de pozos con una tasa de éxito del 89%. Se descubrieron 45 nuevos depósitos con una reserva total de 59 millones de toneladas de AB1С1 + В2С2. En el este de Siberia y el Lejano Oriente, el aumento total de las reservas ascendió a 21,2 millones de toneladas de petróleo y condensado y 29 mil millones de metros cúbicos (2,9 × 1010 metros cúbicos) de gas.Se completaron 11 pruebas de pozos de exploración con una tasa de éxito del 55%. Se descubrieron cinco nuevos depósitos con reservas de 39 millones de toneladas equivalentes de petróleo. En 2016, el total incremental de 4.8 mil millones de metros cúbicos (4.8 × 109 metros cúbicos) de gas. Se completaron 37 pruebas de pozos con una tasa de éxito del 76%. 
Rosneft posee y opera siete grandes refinerías en Rusia con una capacidad anual agregada de 372 millones de barriles (59,1 millones de metros cúbicos) y cuatro mini refinerías. Las refinerías pueden procesar alrededor del 45% del petróleo crudo producido por Rosneft en su conjunto. Rosneft posee también una participación del 50% en Ruhr Oel GmbH, propietaria de participaciones en cuatro refinerías en Alemania con una capacidad total de 23,2 millones de toneladas. Rosneft es la segunda compañía petrolera nacional más grande por red minorista, que cubre 41 regiones de Rusia e incluye 1.800 estaciones de servicio. 

## Asuntos Corporativos

### Accionistas
Antes de la oferta pública inicial (IPO) en 2006, todas las acciones de Rosneft eran propiedad del gobierno ruso a través de su holding JSC Rosneftegaz . Después de la colocación de las acciones de la compañía en la bolsa de valores y la consolidación de las acciones de 12 subsidiarias (incluida Yuganskneftegaz) de Rosneft, la participación de Rosneftegaz disminuyó al 75.16%. A septiembre de 2012, Rosneft tenía más de 160,000 accionistas. Para diciembre de 2016, el número de accionistas individuales era de 138,000, con Rosneftegaz poseyendo solo el 50% de las acciones, BP poseyendo el 19.75% y el 30.25% propiedad de otros accionistas.

### Administración

#### Junta Directiva

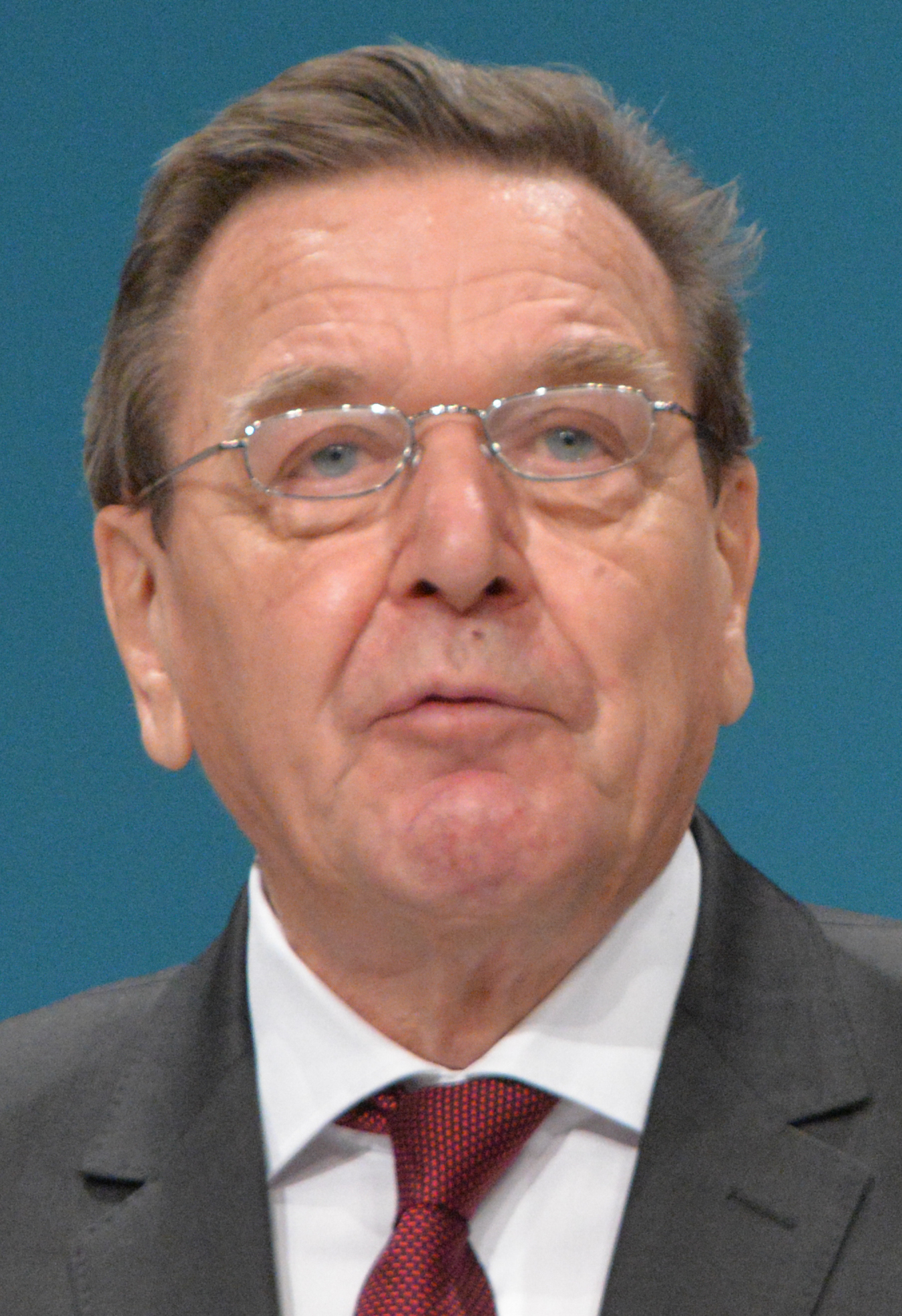
Gerhard Schröder: excanciller alemán y actualmente presidente de Rosneft, lo que provocó cierta controversia en los países occidentales como resultado

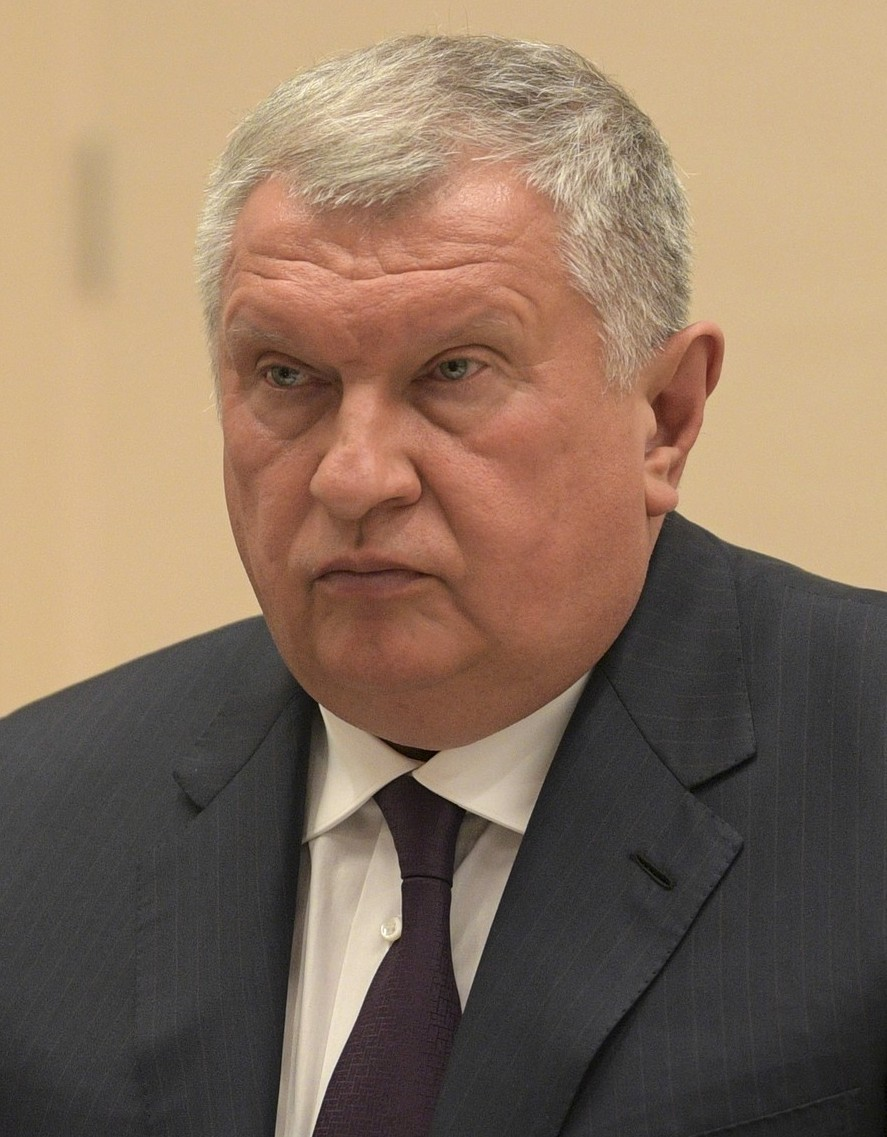
Ígor Sechin.

Miembros del consejo de administración:
- Gerhard Schröder - Presidente
- Ígor Sechin - CEO, Vicepresidente
- Matthias Warnig - Vicepresidente, Director independiente
- Andrey Belousov Oleg Viyugin - Director independiente
- Bob Dudley (CEO de BP)
- Guillermo Quintero Alexander Novak - ministro de Energía
- Donald Humphreys - Director independiente Ivan Glasenberg Faisal Alsuwaidi

#### Comité administrativo
Miembros del consejo de administración: 
- Igor Sechin - CEO, Presidente
- Yuri Kalinin - Vicepresidente, Vicepresidente
- Eric M. Liron - Primer Vicepresidente
- Gennady Bukaev - Vicepresidente, Jefe de Auditoría Interna
- Didier Casimiro - Vicepresidente de Refinación, Petroquímica, Comercio y Logística
- Peter Lazarev - Director financiero
- Yury Narushevich - Vicepresidente de Servicios Internos
- Zeljko Runje - Vicepresidente de Proyectos Offshore
- Yuri Kurilin - Vicepresidente, Jefe de Gabinete
- Andrey Shishkin - Vicepresidente de Energía, Localización e Innovación
- Vlada Rusakova - Vicepresidente

### Política social
En 2011, según Rosneft, la compañía había donado $ 422 millones a organizaciones benéficas, 4 veces más que el año anterior, convirtiéndose en la compañía rusa líder dedicada a la filantropía ese año. Al mismo tiempo, no se reveló la composición de los beneficiarios, ya que se sabía que la compañía petrolera se había comprometido previamente a pagar $ 180 millones por el derecho a ser el patrocinador general de los Juegos Olímpicos de Invierno 2014 en Sochi.
Desde 2012, Rosneft, junto con Gazprom, es el patrocinador principal del equipo de fútbol de la asociación FC Tom Tomsk con sede en Tomsk.
Rosneft ha sido clasificada entre las 13 mejores de 92 compañías petroleras, de gas y mineras en materia de derechos indígenas y extracción de recursos en el Ártico.

## Controversias

### Violaciones de la legislación antimonopolio
En octubre de 2009, el Servicio Federal Antimonopolio (FAS) impuso a Rosneft una multa récord de billion5.3 mil millones por violar la legislación antimonopolio. La multa se impuso por el abuso de poder en el mercado petrolero registrada en el primer semestre de 2009, que se expresó en la "incautación de bienes de circulación, lo que condujo a precios más altos en el segmento mayorista del mercado de productos derivados del petróleo, creando discriminaciones condiciones para la venta de productos derivados del petróleo a contrapartes individuales ". Como FAS ha calculado, estas acciones condujeron a un aumento en los precios en los mercados mayoristas de gasolina de motor, combustible diésel y queroseno de aviación en el primer semestre de 2009.

### Reclamaciones de Yukos Capital
Una antigua subsidiaria de Yukos, Yukos Capital Sarl de Luxemburgo, está buscando justicia de Rosneft para pagar las deudas de compañías que anteriormente pertenecían a Yukos.
El 9 de agosto de 2010, después de la incautación de los activos de Rosneft en el Reino Unido y la denegación de apelación por parte de la Corte Suprema de los Países Bajos, Rosneft dijo que Yukos Capital le pagó a Yuganskneftegaz su deuda de billion12.9 mil millones.
El 16 de agosto de 2010, Yukos Capital apeló ante el Tribunal Federal de Arbitraje del Distrito de Siberia Occidental con un recurso de casación contra la decisión del Tribunal de Arbitraje de Tomsk Oblast de negarse a recuperarse de Tomskneft, una subsidiaria de Rosneft, más de £ 7 mil millones bajo préstamo acuerdos. Anteriormente, Yukos Capital solicitó el arbitraje internacional bajo la Cámara de Comercio Internacional, y obligó a Tomskneft a pagar ₽7,254.2 millones, $ 275.2 mil y ₤ 52.96 mil, con una tasa de interés del 9% anual por un monto de ₽4,350 millones, a partir del 12 de febrero de 2009 hasta el día del pago de la deuda. El tribunal ruso tuvo que llevar la decisión del tribunal al territorio ruso. Sin embargo, el Tribunal de Arbitraje de Tomsk Oblast, después de considerar el reclamo, dictaminó rechazar a Yukos Capital en el cobro de deudas.

### Crítica
- En la primera mitad de la década de 2000, Sergei Bogdanchikov, entonces presidente de Rosneft, junto con algunos periodistas y expertos, criticó a Yukos y Sibneft por su uso de fractura hidráulica. Sin embargo, a principios de noviembre de 2006, varios periodistas señalaron que el campo petrolero Priobskoye, del cual es propiedad RN-Yuganskneftegaz, una subsidiaria de Rosneft adquirida a Yukos, produjo la mayor fractura de petróleo en Rusia con especialistas de Newco Well Service. La operación se realizó durante siete horas y se transmitió en vivo a través de Internet a la oficina de Yuganskneftegaz. En 2007, la compañía planeó realizar la fracturación hidráulica de la formación en 440 pozos. De 2009 a 2010, Rosneft sigue siendo uno de los principales clientes de la compañía de servicios petroleros Schlumberger, que se especializa en fracturación hidráulica.
- La sucursal rusa de Greenpeace llamó a Rosneft la compañía petrolera más sucia del mundo. En 2011, según una encuesta realizada por el Servicio Federal de Supervisión en la Gestión de la Esfera de la Naturaleza (Rosprirodnadzor) en Khanty-Mansi Autonomous Okrug, Rosneft permitió 2.727 derrames de petróleo, que es el 75% del número total de derrames que ocurren bajo la empresa. Según los ambientalistas, es culpa de Rosneft que ocurran más de 10,000 derrames de petróleo cada año.
- A partir del 1 de mayo de 2014, los jefes de las corporaciones estatales rusas proporcionarían información sobre sus ingresos y propiedades al gobierno ruso para que se corresponda con el decreto presidencial Asuntos anticorrupción, que se publicó el 8 de julio de 2013. Según el fallo, Los sitios web de las empresas deben mostrar información personal de sus altos directivos, como ingresos, propiedades, cónyuges e hijos. Sin embargo, Rosneft se negó a publicar su información de los altos directivos, citando que solo es aplicable a "empresas estatales (corporaciones) y otras organizaciones creadas por leyes federales", a las que no se cree. Sin embargo, esto no impidió que la empresa proporcionara información sobre los ingresos y la propiedad de sus altos directivos y sus familias a las "autoridades competentes" en el "tiempo y cantidad" prescritos. Según la directora de la sucursal rusa de Transparencia Internacional, Elena Panfilova, la mejora de dicha legislación es necesaria para que las corporaciones estatales puedan interpretar inequívocamente la norma sobre la publicación de información personal. En julio, el gobierno ruso anunció que la información sobre los ingresos de la alta dirección de las empresas que figuran en el Decreto del Gobierno N ° 613 del 22 de julio de 2013, que incluye Rosneft, "está sujeta a la colocación en la red de información y telecomunicaciones 'Internet' en el funcionario sitios web de estas organizaciones ".

## Lista de directivos
Para diciembre del 2006, componían la junta de directivos de Rosneft:
- Ígor Sechin (presidente, primer ministro adjunto)
- Serguéi Bogdánchikov (presidente de Rosneft)
- Hans Jorg Rudloff (presidente, comité de auditoría, consejero delegado de Barclays Bank Capital).

- Andréi Kostin (Presidente del comité de Personal y Costos de Distribución, director general de Vneshtorgbank).
- Aleksandr Nekipélov (Presidente del Comité de Planificación Estratégica, vicepresidente de la Academia Rusa de Ciencias).
- Kirill Andrósov (primer ministro adjunto de Comercio y Desarrollo Económico Ruso).
- Serguéi Naryshkin (vicepresidente, jefe de Estado Mayor de Rusia).
- Gleb Nikitin (vicepresidente)
- Andréi Reus (viceministro de Industria y Energía de Rusia).[5]